# C'est qui le chef ?
Pour plus de détails, voir Fiche technique et Distribution.
C'est qui le chef ? est un téléfilm français réalisé par Aude Gogny-Goubert d'après un scénario de Sylvie Riviere et David Paillot.
Cette comédie est une coproduction de 17 Juin Fiction et France Télévisions.

## Fiche technique
Sauf indication contraire, les informations mentionnées dans cette section peuvent être confirmées par les bases de données cinématographiques  présentes dans la section « Liens externes ».
- Titre français : C'est qui le chef ?
- Réalisation : Aude Gogny-Goubert[1]
- Scénario : Sylvie Riviere et David Paillot[2],[3]
- Photographie : Rémi Mestre[4]
- Production :
- Sociétés de production : 17 Juin Fiction et France Télévisions[1],[2],[3]
- Pays de production :  France
- Langue originale : français
- Format : couleur
- Genre : comédie[1]
- Durée : 90 minutes[2]
- Dates de première diffusion :

## Distribution
- Michel Cymes : Étienne Barbier
- Alice Daubelcour : Lila Debruyne
- Bruno Solo : Nicolas Pruvost
- Céline Ronté : Valérie Debruyne
- Benjamin Clery : Kevin Garcia
- Mina Deversenne : Zoé Barbier
- Oudesh Hoop : Noor Ravani
- Hervé Rey : Benoît Debruyne

## Production

### Genèse et développement
Cette comédie est une coproduction de 17 Juin Fiction et France Télévisions,,.
Le scénario est de la main de Sylvie Riviere et David Paillot, et la réalisation est assurée par Aude Gogny-Goubert,.

### Tournage
Le tournage se déroule du 12 mai jusqu'à la mi-juin 2025 à Lille et dans sa région,,.